# ام‌وی دارا
ام‌وی دارا (به انگلیسی: MV Dara) یک کشتی بود که طول آن ۳۹۸٫۷ فوت (۱۲۱٫۵ متر) بود. این کشتی در سال ۱۹۴۷ ساخته شد.